# Mathews Mar Barnabas
Mathews Mar Barnabas (Barnaba, imię świeckie Paul Varghese, ur. 9 sierpnia 1924 w Vengola, zm. 9 grudnia 2012) – duchowny Malankarskiego Kościoła Ortodoksyjnego, w latach 1992-2009 biskup Ameryki i 2009-2011 północno-wschodniej Ameryki.

## Życiorys
W 1943 roku został wyświęcony na diakona. Święcenia kapłańskie przyjął w 1951. W latach 1967–1972 był wykładowcą seminarium w Kottayam, a 1972-1978 kapelanem szpitalnym w Kolencherry. Sakrę biskupią otrzymał 15 maja 1978 roku z rąk katolikosa Bazylego Mar Thoma Mateusza I i został mianowany biskupem pomocniczym diecezji Kottayam i Angamali. W 1982 objął rządy w nowo utworzonej diecezji Idukki, a w 1992 został mianowany biskupem Ameryki. W 2009 roku, po podziale diecezji objął urząd ordynariusza Ameryki północno-wschodniej. 18 stycznia 2011 przeszedł na emeryturę i powrócił do Indii. Zmarł 9 grudnia 2012.